# CLUB Que
CLUB Que（クラブ・キュー）は、東京下北沢のライヴハウス。

## 概要
- 所在地：東京都世田谷区北沢2-5-2 ビッグベンビル B2F
- 最寄り駅：小田急線、井の頭線 下北沢駅 南口下車 徒歩3分
- 収容人数：280人。
- 料金：2000円～（ドリンク別）

## 歴史
1994年10月1日オープン。収容人数280人。開店初期からDJを取り入れ、それまでのライヴハウスには無かった斬新なイベントを展開している。当初はマンチェスターブームやUKロックの流行により、よりブリティッシュなイメージで捉えられていた。
2001年から下北沢の夏の名物祭りとなっている『下北沢音楽祭』の一部をプロデュースする
2003年には怒髪天のヴォーカル増子直純を主演、the pillowsの山中さわおや宍戸留美を助演に映画Colors of Lifeを自主制作。
2005年には姉妹店Zher the ZOOを代々木にオープン。2020年をもって閉館。
2015年には入店するビッグベンビルの耐震補強工事がなされ、50日間の休業後7月1日にリニューアルオープン。好評だったホールとステージは変わることなくエントランス、楽屋、トイレなどを一新している。
2016年9月　事務所を東京都世田谷区北沢2-5-6石井ビル2階に移転。同時に出演者用の屋根つき駐車場を会場横に設置
2020年3月 コロナ禍でライブシーンが低迷する中、独自のYOUTUBE番組『QueTube』 を本格始動する。

## 特色
UNISON SQUARE GARDEN、thee michelle gun elephant、氣志團、RIZE、GOING UNDER GROUND、秦基博がブレイク前に出演していた。

## 出演者
- the pillows
- UNISON SQUARE GARDEN
- THE COLTS
- THE PRIVATES
- フラワーカンパニーズ
- thee michelle gun elephant
- THE NEATBEATS
- 怒髪天
- 氣志團
- シーナ&ザ・ロケッツ
- FISHMANS
- ジェッジジョンソン
- noodles
- TIMESLIP-RENDEZVOUS
- ザ・カスタネッツ
- POLYSICS
- 鶴
- RIZE
- Theピーズ
- TOMOVSKY
- サード・クラス
- マイケルモンロー
- ウォルター･ルー
- THE COLLECTORS
- 川上次郎
- サニーデイ・サービス
- 曽我部恵一
- 騒音寺
- GOING UNDER GROUND
- Syrup 16
- THE HIGH-LOWS
- ヒューストンズ
- Base Ball Bear
- Dragon Ash
- 森若香織
- プロペラ
- Nostars Inovation
- メレンゲ
- オトナモード
- harco
- 杏子
- 太陽の塔
- Unlimited Broadcast
- PEALOUT
- LOOPUS
- THE JERRY LEE PHANTOM
- へきれき
- cruyff in the bedroom
- くるり
- ドミンゴス
- 八十八ヶ所巡礼
- SCOOBIE DO
- 水戸華之介&3-10Chain
- くるり
- 三宅伸治
- 遠藤賢司
- ゆらゆら帝国
- スキマスイッチ
- BIGIN
- 堂島孝平
- NUMBER GIRL
- THE MACKSHOW
- 凛として時雨
- D.M.B.Q.
- サイケデリックス
- どんと
- MOON CHILD
- Little Screamin' Revue
- エージ＆テツ
- 加川良 with TE-CHILI
- 遠藤ミチロウ
- 内田春菊withアベックス
- DOG FIGHT
- ドラマーズ[新井田構造/梶原徹也/小林雅之/鈴木俊之]Guest＞富田京子
- 小島麻由美
- 金子マリ
- TRICERATOPS
- "[グループ魂レジェンド] "soul full"～ジャニス・ジョップリン、こたつで寝る～" 　[村杉蝉之介/阿部サダヲ/宮藤官九郎/皆川猿時]
- TE-CHARi[竹中尚人、藤井裕、ロジャー]
- ユースケサンタマリア
- dip
- 桜井秀俊＆パイオニアコンボ
- 三代目魚武濱田成夫
- 山口洋

## スタッフ
総合プロヂュース：二位徳裕
店長/ブッキング：福田政博、PA:中村充孝、ブッキング：高橋浩司/生山佳樹